# Quaderni piacentini
Quaderni piacentini fu una rivista politica trimestrale fondata e diretta da Piergiorgio Bellocchio e Grazia Cherchi nel marzo del 1962 a Piacenza con il sottotitolo "a cura dei giovani della sinistra", come prolungamento dell'attività del circolo "Incontri di cultura" di Piacenza. Insieme alle altre riviste di stampo marxista e gramsciano nate durante gli anni Sessanta, Quaderni Piacentini ha giocato un ruolo rilevante nella costruzione dei fondamenti ideologico-organizzativi della Sinistra extraparlamentare italiana post-sessantottina.

## Storia
Il primo numero della rivista, che come il secondo numero uscì tirato a ciclostile, recava l'intestazione "Piacenza" e "numero unico". Il secondo fascicolo uscì nell'aprile con il numero '1 bis', mentre il terzo, che si presentava doppio, era a stampa.
Al direttore responsabile Piergiorgio Bellocchio si affiancarono, dal n. 16, prima Grazia Cerchi e poi dal n. 28, Goffredo Fofi. Nel 1971 venne costituito il "Comitato di direzione": i primi componenti di tale organo direttivo furono Bianca Beccalli, Piergiorgio Bellocchio (ancora direttore responsabile), Grazia Cherchi, Francesco Ciafaloni, Carlo Donolo, Goffredo Fofi, Edoarda Masi, Michele Salvati e Federico Stame.
Tra i collaboratori, inoltre, Franco Fortini, Agostino Sanfratello, Augusto Vegezzi, Sergio Bologna, Giovanni Giudici, Goffredo Fofi, Giancarlo Majorino, Giacomo Marramao, Luciano Amodio, Edoarda Masi, Roberto Roversi, Mario Isnenghi, Alberto Asor Rosa, Cesare Cases, Renato Solmi, Sebastiano Timpanaro, Guido Viale, e quindi anche, dal 1983, Gad Lerner, Franco Moretti, Roberto Moscati e Stefano Nespor.
La rivista attraversò diverse fasi dalla sua fondazione:
- La prima fase giunge fino ai nn. 14 e 15 che vanno dal 1962 al 1964 ed è caratterizzata dalla coesistenza della componente socialista e quella più attenta ai fenomeni del mondo giovanile.
- La seconda fase, che è quella che possiede una maggiore impronta culturale, arriva fino al n. 23-24 e va dal 1964 al 1965.
- La terza fase, che arriva fino al n. 32 e va dal 1966 al 1967, presenta numerosi documenti di informazione e controinformazione sulla sinistra americana e sulle lotte antimperialiste.
- La quarta fase con i quattro fascicoli pubblicati nel 1968 (nn. 33-36) e il successo di copie vendute[16].
- La quinta fase che comprende tutti gli anni 1970 risulta divisa in una fase pre 1976 e una fase post 1976 ed è caratterizzata da importanti riflessioni sui temi che riguardano la crisi degli anni '70, sia a livello economico, politico, culturale, nazionale ed internazionale. Dal 1975 in poi viene dato largo spazio all'analisi della società italiana e di tutti i fenomeni connessi. Sono di questo periodo gli articoli che affrontano i dibattiti sul terrorismo, sulla risposta giuridico-legislativa dello Stato, sul garantismo, sulla nuova classe operaia e il sindacato.
- L'ultima serie, dal 1981 alla chiusura (1984) è edita da Franco Angeli che, mantenendo in gran parte il precedente gruppo dirigente, prosegue in quella che era stata l'impostazione del periodico negli ultimi tempi.